# 1969-es Le Mans-i 24 órás verseny
A 37. Le Mans-i 24 órás versenyt 1969. június 14. és június 14. között rendezték meg.

## Végeredmény
|    | Kategória | #  | Csapat                            | Versenyzők                         | Modell                | Motor                   | Körök |
| -- | --------- | -- | --------------------------------- | ---------------------------------- | --------------------- | ----------------------- | ----- |
| 1  | S 5.0     | 6  | John Wyer Automotive Engineering  | Jacky Ickx Jackie Oliver           | Ford GT40 Mk.I        | Ford 4.9L V8            | 372   |
| 2  | P 3.0     | 64 | Porsche System Engineering        | Hans Herrmann Gerard Larrousse     | Porsche 908 Coupe     | Porsche 3.0L Flat-8     | 372   |
| 3  | S 5.0     | 7  | John Wyer Automotive Engineering  | David Hobbs Mike Hailwood          | Ford GT40 Mk.I        | Ford 4.9L V8            | 368   |
| 4  | P 3.0     | 33 | Equipe Matra - Elf                | Jean-Pierre Beltoise Piers Courage | Matra-Simca MS650     | Matra 3.0L V12          | 368   |
| 5  | P 3.0     | 32 | Equipe Matra - Elf                | Jean Guichet Nino Vaccarella       | Matra-Simca MS630     | Matra 3.0L V12          | 359   |
| 6  | S 5.0     | 68 | Deutsche Auto Zeitung             | Helmut Kelleners Reinhold Joest    | Ford GT40 Mk.I        | Ford 4.7L V8            | 341   |
| 7  | P 3.0     | 35 | Equipe Matra - Elf                | Nanni Galli Robin Widdows          | Matra-Simca MS630/650 | Matra 3.0L V12          | 330   |
| 8  | S 5.0     | 17 | North American Racing Team (NART) | Teodore Zeccoli Sam Posey          | Ferrari 250LM         | Ferrari 3.3L V12        | 329   |
| 9  | S 2.0     | 39 | Christian Poirot                  | Christian Poirot Pierre Maublanc   | Porsche 910           | Porsche 2.0L Flat-6     | 312   |
| 10 | GT 2.0    | 41 | Jean-Pierre Gaban                 | Jean-Pierre Gaban Yves Deprez      | Porsche 911S          | Porsche 2.0L Flat-6     | 306   |
| 11 | GT 2.0    | 40 | Auguste Veuillet                  | Claude Ballot-Léna Guy Chasseuil   | Porsche 911T          | Porsche 2.0L Flat-6     | 301   |
| 12 | P 1.15    | 50 | Société des Automobiles Alpine    | Alain Serpaggi Christian Ethuin    | Alpine A210           | Renault-Gordini 1.0L I4 | 292   |
| 13 | GT 2.0    | 44 | Claude Laurent                    | Claude Laurent Jacques Marché      | Porsche 911T          | Porsche 2.0L Flat-6     | 287   |
| 14 | GT 2.0    | 67 | Philippe Farjon                   | Philippe Farjon Jacques Dechaumel  | Porsche 911S          | Porsche 2.0L Flat-6     | 286   |

## Nem ért célba
|    | Kategória | #  | Csapat                         | Versenyzők                              | Modell                | Motor                   | Körök |
| -- | --------- | -- | ------------------------------ | --------------------------------------- | --------------------- | ----------------------- | ----- |
| 15 | S 5.0     | 12 | Porsche System Engineering     | Vic Elford Richard Attwood              | Porsche 917L          | Porsche 4.5L Flat-12    | 327   |
| 16 | P 3.0     | 22 | Porsche System Engineering     | Rudi Lins Willi Kauhsen                 | Porsche 908L          | Porsche 3.0L Flat-8     | 317   |
| 17 | P 1.6     | 45 | Société des Automobiles Alpine | Jean-Claude Killy Bob Wollek            | Alpine A210           | Renault-Gordini 1.5L I4 | 242   |
| 18 | GT 2.0    | 66 | Jean Egreteaud                 | Jean Edreteaud Raymond Lopez            | Porsche 911T          | Porsche 2.0L Flat-6     | 241   |
| 19 | P 3.0     | 18 | SpA Ferrari SEFAC              | Pedro Rodríguez David Piper             | Ferrari 312P Coupe    | Ferrari 3.0L V12        | 223   |
| 20 | P 3.0     | 29 | Société des Automobiles Alpine | Patrick Depailler Jean-Pierre Jabouille | Alpine A220/69        | Renault-Gordini 3.0L V8 | 209   |
| 21 | P 3.0     | 23 | Porsche System Engineering     | Udo Schütz Gerhard Mitter               | Porsche 908L          | Porsche 3.0L Flat-8     | 199   |
| 22 | GT +2.0   | 1  | Scuderia Filipinetti           | Henri Greder Reine Wisell               | Chevrolet Corvette    | Chevrolet 7.0L V8       | 196   |
| 23 | GT 2.0    | 63 | Marcel Martin                  | René Mazzia Pierre Mauroy               | Porsche 911T          | Porsche 2.0L Flat-6     | 174   |
| 24 | P 3.0     | 31 | Société des Automobiles Alpine | Jean-Pierre Nicholas Jean-Luc Thérier   | Alpine A220/68        | Renault-Gordini 3.0L V8 | 160   |
| 25 | P 3.0     | 34 | Ecurie Matra - Elf             | Johnny Servoz-Gavin Herbert Müller      | Matra-Simca MS630/650 | Matra 3.0L V12          | 158   |
| 26 | S 5.0     | 14 | Porsche System Engineering     | Rolf Stommelen Kurt Ahrens Jr.          | Porsche 917L          | Porsche 4.5L Flat-12    | 148   |
| 27 | S 5.0     | 2  | Scuderia Filipinetti           | Jo Bonnier Masten Gregory               | Lola T70 Mk.IIIB      | Chevrolet 5.0L V8       | 134   |
| 28 | P 3.0     | 28 | Société des Automobiles Alpine | Jean Vinatier André de Cortanze         | Alpine A220/69        | Renault-Gordini 3.0L V8 | 133   |
| 29 | S 5.0     | 8  | Peter Sadler                   | Peter Sadler Paul Vestey                | Ford GT40 Mk.I        | Ford 4.7L V8            | 106   |
| 30 | S 2.0     | 43 | J.C.B. Excavators Ltd.         | Roger Enever Peter Brown                | Chevron B8            | BMW 2.0L I4             | 100   |
| 31 | P 1.3     | 49 | Trophée Le Mans Alpine         | Jacques Foucteau Patrice Compain        | Alpine A210           | Renault-Gordini 1.3L I4 | 97    |
| 32 | P 2.0     | 38 | Racing Team VDS                | Gustave Gosselin Claude Bourgoignie     | Alfa Romeo T33/2      | Alfa Romeo 2.0L V8      | 76    |
| 33 | P 3.0     | 20 | Hart Ski Racing                | Jo Siffert Brian Redman                 | Porsche 908/2L        | Porsche 3.0L Flat-8     | 60    |
| 34 | P 3.0     | 30 | Société des Automobiles Alpine | Jean-Claude Andruet Henri Grandsire     | Alpine A220/69        | Renault-Gordini 3.0L V8 | 48    |
| 35 | S 5.0     | 9  | Alan Mann Racing Ltd.          | Frank Gardner Malcolm Guthrie           | Ford GT40 Mk.I        | Ford 4.9L V8            | 42    |
| 36 | GT +2.0   | 59 | Scuderia Filipinetti           | Claude Haldi Jacques Rey                | Ferrari 275 GTB/C     | Ferrari 3.3L V12        | 39    |
| 37 | P 3.0     | 36 | Racing Team VDS                | Teddy Pilette Rob Slotemaker            | Alfa Romeo T33/2.5    | Alfa Romeo 2.5L V8      | 35    |
| 38 | GT 2.0    | 42 | Wicky Racing Team              | André Wicky Edgar Berney                | Porsche 911T          | Porsche 2.0L Flat-6     | 34    |
| 39 | P 2.0     | 62 | Mark Konig                     | Mark Konig Tony Lanfranchi              | Nomad Mk.II           | BRM 2.0L V8             | 28    |
| 40 | P 2.0     | 37 | Donald Healey Motor Company    | Clive Baker Jeff Harris                 | Healey SR             | Coventry Climax 2.0L V8 | 14    |
| 41 | P 2.0     | 60 | Robert Buchet                  | Jean de Mortemart Jean Mesange          | Porsche 910           | Porsche 2.0L Flat-6     | 10    |
| 42 | P 1.15    | 51 | Ecurie Fiat-Abarth France      | Maurizio Zanetti Ugo Locatelli          | Fiat-Abarth 1000SP    | Fiat 1.0L I4            | 9     |
| 43 | P 1.6     | 46 | Ecurie Savin-Calberson         | Alain LeGuellec Bernard Tramont         | Alpine A210           | Renault-Gordini 1.5L I4 | 1     |
| 44 | S 5.0     | 10 | John Woolfe Racing             | John Woolfe Herbert Linge               | Porsche 917           | Porsche 4.5L Flat-12    | 0     |
| 45 | P 3.0     | 19 | SpA Ferrari SEFAC              | Chris Amon Peter Schetty                | Ferrari 312P Coupe    | Ferrari 3.0L V12        | 0     |